# Peter Andersson (hockeista su ghiaccio)
Peter Andersson (Örebro, 29 agosto 1965) è un allenatore di hockey su ghiaccio ed ex hockeista su ghiaccio svedese allenatore dei Malmö Redhawks.

## Statistiche
Statistiche aggiornate ad giugno 2013.

### Giocatore

#### Club
| Stagione | Squadra            | Stagione regolare | Stagione regolare | Stagione regolare | Stagione regolare | Stagione regolare | Stagione regolare | Playoff | Playoff | Playoff | Playoff | Playoff |
| Stagione | Squadra            | Lega              | P                 | G                 | A                 | Pt                | PIM               | P       | G       | A       | Pt      | PIM     |
| -------- | ------------------ | ----------------- | ----------------- | ----------------- | ----------------- | ----------------- | ----------------- | ------- | ------- | ------- | ------- | ------- |
| 1981-82  | Örebro IK          | Division 1        | 31                | 8                 | 5                 | 13                | 30                | 2       | 0       | 0       | 0       | 0       |
| 1982-83  | Örebro IK          | Division 1        | 25                | 10                | 10                | 20                | 16                | 2       | 1       | 2       | 3       | 2       |
| 1983-84  | Färjestad          | Elitserien        | 36                | 4                 | 7                 | 11                | 22                |         |         |         |         |         |
| 1984-85  | Färjestad          | Elitserien        | 35                | 5                 | 12                | 17                | 24                | 3       | 0       | 1       | 1       | 4       |
| 1985-86  | Färjestad          | Elitserien        | 34                | 4                 | 10                | 14                | 18                | 8       | 2       | 2       | 4       | 10      |
| 1986-87  | Färjestad          | Elitserien        | 33                | 9                 | 8                 | 17                | 32                | 7       | 2       | 1       | 3       | 26      |
| 1987-88  | Färjestad          | Elitserien        | 39                | 12                | 20                | 32                | 44                | 9       | 2       | 12      | 14      | 8       |
| 1988-89  | Färjestad          | Elitserien        | 33                | 6                 | 17                | 23                | 44                | 2       | 0       | 0       | 0       | 2       |
| 1989-90  | Malmö              | Division 1        | 33                | 15                | 25                | 40                | 32                | 3       | 3       | 1       | 4       | 2       |
| 1990-91  | Malmö              | Elitserien        | 34                | 9                 | 17                | 26                | 26                |         |         |         |         |         |
| 1991-92  | Malmö              | Elitserien        | 40                | 12                | 20                | 32                | 80                | 10      | 3       | 8       | 11      | 2       |
| 1992-93  | New York Rangers   | NHL               | 31                | 4                 | 11                | 15                | 18                |         |         |         |         |         |
|          | Binghamton Rangers | AHL               | 27                | 11                | 22                | 33                | 16                | -       | -       | -       | -       | -       |
| 1993-94  | New York Rangers   | NHL               | 8                 | 1                 | 1                 | 2                 | 2                 | -       | -       | -       | -       | -       |
|          | Florida Panthers   | NHL               | 8                 | 1                 | 1                 | 2                 | 0                 |         |         |         |         |         |
| 1994-95  | Malmö              | Elitserien        | 27                | 1                 | 9                 | 10                | 18                | 9       | 5       | 0       | 5       | 16      |
| 1995-96  | Malmö              | Elitserien        | 27                | 7                 | 15                | 22                | 14                | -       | -       | -       | -       | -       |
|          | Düsseldorfer EG    | DEL               | 5                 | 1                 | 4                 | 5                 | 6                 | 13      | 4       | 6       | 10      | 8       |
| 1996-97  | Düsseldorfer EG    | DEL               | 45                | 11                | 20                | 31                | 54                | 4       | 1       | 1       | 2       | 0       |
| 1997-98  | Lugano             | NLA               | 36                | 11                | 16                | 27                | 26                | 7       | 1       | 5       | 6       | 0       |
| 1998-99  | Lugano             | NLA               | 43                | 11                | 29                | 40                | 38                | 16      | 4       | 15      | 19      | 20      |
| 1999-00  | Lugano             | NLA               | 42                | 7                 | 33                | 40                | 46                | 12      | 3       | 15      | 18      | 12      |
|          |                    | EHL               | 8                 | 0                 | 3                 | 3                 | 8                 | -       | -       | -       | -       | -       |
| 2000-01  | Lugano             | NLA               | 32                | 5                 | 18                | 23                | 40                | 13      | 2       | 10      | 12      | 39      |
| 2001-02  | Malmö              | Elitserien        | 37                | 7                 | 5                 | 12                | 30                | 5       | 0       | 2       | 2       | 4       |
| 2002-03  | Malmö              | Elitserien        | 45                | 2                 | 14                | 16                | 67                |         |         |         |         |         |
| 2003-04  | Malmö              | Elitserien        | 46                | 2                 | 21                | 23                | 55                | 8       | 0       | 1       | 1       | 4       |
| 2004-05  | Malmö              | Elitserien        | 44                | 8                 | 16                | 24                | 74                | 10      | 2       | 3       | 5       | 10      |
| 2008-09  | Malmö              | Allsvenskan       | 2                 | 0                 | 0                 | 0                 | 4                 | -       | -       | -       | -       | -       |

#### Nazionale
| Stagione | Livello      | Risultati     | Risultati | Risultati | Risultati | Risultati | Risultati |
| Stagione | Livello      | Competizione  | P         | G         | A         | Pt        | PIM       |
| -------- | ------------ | ------------- | --------- | --------- | --------- | --------- | --------- |
| 1981-82  | Sweden U18   | EJC-18        | 5         | 0         | 0         | 0         | 2         |
| 1982-83  | Sweden U18   | EJC-18        | 5         | 1         | 1         | 2         | 6         |
|          | Sweden U20   | WJC-20        | 7         | 3         | 0         | 3         | 16        |
| 1983-84  | Sweden U20   | WJC-20        | 7         | 0         | 1         | 1         | 4         |
| 1984-85  | Sweden U20   | WJC-20        | 7         | 4         | 10        | 14        | 20        |
| 1991-92  | Sweden       | OG            | 8         | 0         | 1         | 1         | 4         |
|          | Sweden       | WC            | 7         | 1         | 6         | 7         | 8         |
| 1993-94  | Sweden       | WC            | 8         | 0         | 1         | 1         | 6         |
| 1999-00  | Sweden       | WC            | 7         | 1         | 3         | 4         | 12        |
|          | Sweden (all) | International | 15        | 3         | 3         | 6         | 20        |
| 2000-01  | Sweden       | WC            | 7         | 0         | 0         | 0         | 2         |
|          | Sweden (all) | International | 17        | 1         | 2         | 3         | 8         |

### Allenatore

#### Club
| Stagione  | Squadra | Lega        | Ruolo           | Note |
| --------- | ------- | ----------- | --------------- | ---- |
| 2005-2006 | Malmö   | Allsvenskan | Team Manager    |      |
| 2006-2007 | Malmö   | Elitserien  | Team Manager    |      |
| 2007-2008 | Malmö   | Allsvenskan | Team Manager    |      |
| 2008-2009 | Malmö   | Allsvenskan | General Manager |      |
| 2009-2010 | Örebro  | Allsvenskan | Head Coach      |      |
| 2010-2011 | Örebro  | Allsvenskan | Head Coach      |      |
| 2011-2012 | Örebro  | Allsvenskan | Head Coach      |      |
| 2012-2013 | Örebro  | Allsvenskan | Head Coach      |      |
| 2013-2014 | Lugano  | NLA         | Asst. Coach     |      |

## Palmarès

### Club
- Campionato svedese: 3

 Färjestad: 1985-86, 1987-88
 Malmö: 1991-92
- Campionato tedesco: 1

 Düsseldorfer EG: 1995-96
- Campionato svizzero: 1

 Lugano: 1998-99

### Nazionale
- Campionato del mondo: 1

 Svezia: 1993
- Campionato del mondo: 2

 Svezia: 1994, 2001
- Campionato europeo U-18: 1

 Svezia U-18: 1982

### Individuale
- Swedish Junior Hockey:

1982-83: Player of the Year "Årets Junior"
- Elitserien:

1987-88: Championship Clinching Goal
1987-88: Most Points by Defenseman (32)
1991-92: Most Goals by Defenseman (12)
1991-92: Most Points by Defenseman Playoffs (11)
1991-92: Most Points Playoffs (11)
- Spengler Cup:

1991: All-Star Team
- Lega Nazionale A:

1999-00: Most Assists by Defenseman (33)
1999-00: Most Points by Defenseman (40)